# Colton (California)
Colton, fundada en 1887, es una ciudad ubicada en el condado de San Bernardino en el estado estadounidense de California. En el año 2010 tenía una población de 52,154 habitantes y una densidad poblacional de 1251.65 personas por km². Es una de las muchas ciudades que conforman el Área Metropolitana de Los Ángeles.

## Geografía
Norco se encuentra ubicada en las coordenadas 34°3′54″N 117°19′18″O / 34.06500, -117.32167 Según la Oficina del Censo, la ciudad tiene un área total de 40,6 km² (15,7 mi²), de la cual 39,1 km² (15,1 mi²) es tierra y 1,5 km² (0,6 mi²) (3.76%) es agua.

## Demografía
Según la Oficina del Censo en 2007 los ingresos medios por hogar en la localidad eran de $35,777, y los ingresos medios por familia eran $37,911. Los hombres tenían unos ingresos medios de $32,152 frente a los $25,118 para las mujeres. La renta per cápita para la localidad era de $13,460. Alrededor del 19.6% de la población estaban por debajo del umbral de pobreza.